# 陈培忠
陈培忠（1942年3月—），贵州金沙人，中华人民共和国政治人物。1961年8月参加中国人民解放军。1962年10月加入中国共产党。曾任第十六届中央纪委委员、中共云南省委副书记、省纪委书记。